# سلة النزهة

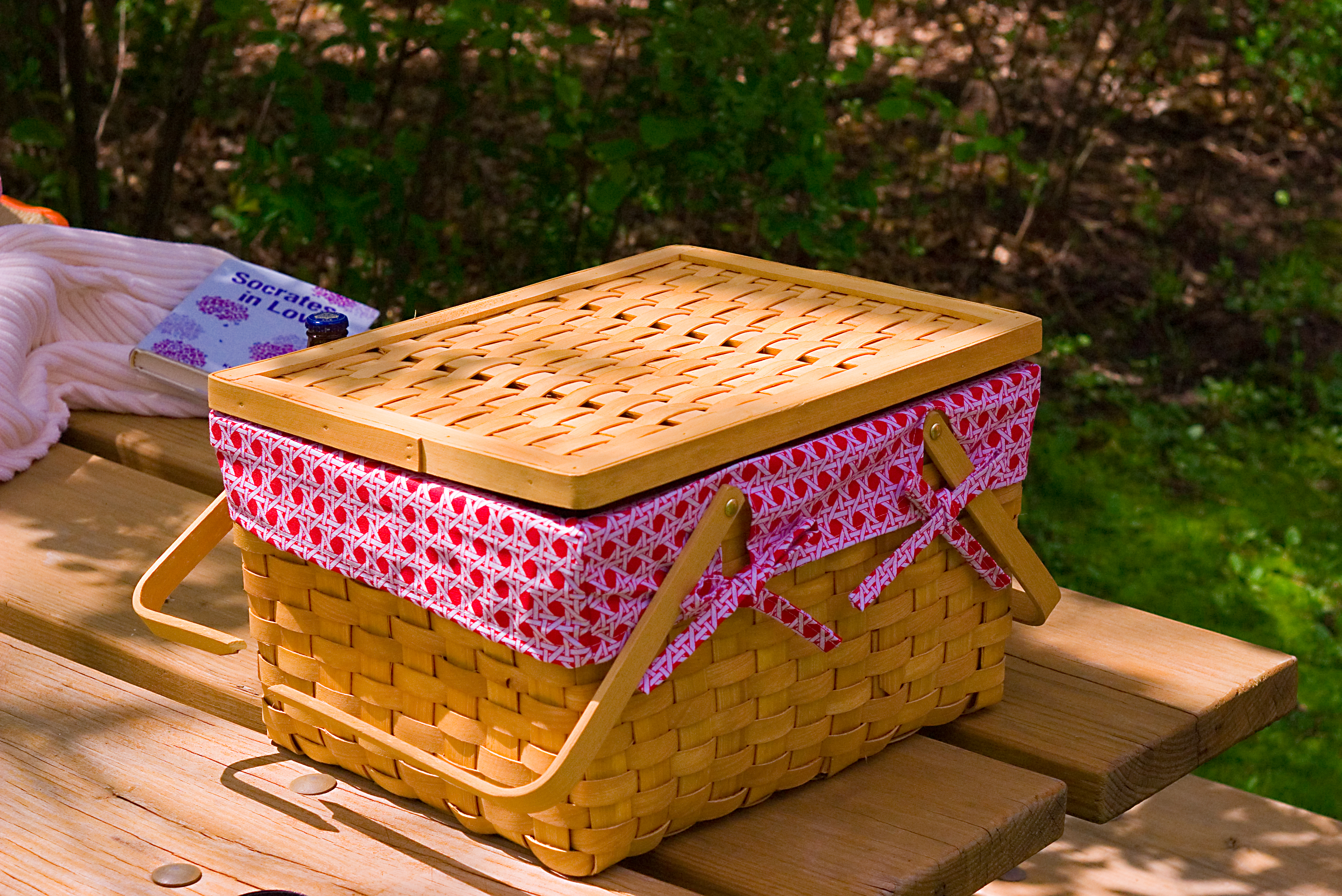
سلة النزهة.

سلة النزهة هي سلة ذات غطاء، مخصصة لحفظ الطعام وأدوات المائدة لتناول الطعام أثناء النزهة. وسلال النزهة هي المعدات النموذجية القياسية في العديد من النزهات. في حين أن الشكل الأساسي لسلة النزهات بسيط للغاية إلا أن بعض سلال النزهة التي تبيعها المتاجر تكون كبيرة الحجم ومتقنة مع أجزاء مستقلة معزولة لوضع الأطعمة الساخنة والباردة، وأجزاءلوضع والأطباق والأكواب الزجاجية الخزفية التي يتم وضعها بأمان في جيوب جنباً إلى جنب مع عناصر أدوات المائدة والتوابل ومفتاح لفتح الزجاجات... إلخ. والعديد من سلال النزهة الحديثة لديها أيضاً قسم تخزين خاص لحمل قوارير من المشروبات العصائر التقليدية التي تصطحب في النزهات. كما أيضاً تأتي بعض سلال النزهة الحديثة مع بساط قابلة للفصل (للجلوس عليها) وهكذا.